# École pour l'informatique et les nouvelles technologies
La Paris Graduate School of Digital Innovation (en francés École pour l'informatique et les nouvelles technologies, también conocida como EPITECH o European Institute of Technology) es una escuela de ingenieros francesa. Su sede central está emplazada en Le Kremlin-Bicêtre, en la región parisiense, teniendo además, otras escuelas en Madrid, Barcelona, Burdeos, Rennes, Marsella, Lille, Lyon, Montpellier, Nancy, Nantes, Niza, Estrasburgo, Toulouse, Saint-André (Reunión) y Tirana. También es miembro de IONIS Education Group. Forma principalmente expertos en informática de muy alto nivel, destinados principalmente para el empleo en las empresas. Forma también directores ejecutivos con su MBA.

## Historia
La Escuela fue fundada en 1999 por IONIS Education Group.